# Фукс, Алёна Борисовна
Алёна Борисовна Фукс (род. 1 мая 1987 года) — казахстанская хоккеистка, центральная нападающая клуба «Айсулу» и сборной Казахстана.

## Карьера
Дочь хоккеиста Бориса Фукса. Воспитанница усть-каменогорской школы хоккея, первым тренером был Аркадий Белоусов. В 2005 году перебралась в Алма-Ату, куда её пригласил тренер «Айсулу» Александр Мальцев.
Многократная чемпионка Казахстана в составе «Айсулу», участница розыгрышей Кубка европейских чемпионов (лучший результат — 3 место в 2010/11). Чемпионка двух зимних Азиад. Бронза Азиатских игр 2017 года.